# Syzygium floribundum
Syzygium floribundum är en myrtenväxtart som beskrevs av Ferdinand von Mueller. Syzygium floribundum ingår i släktet Syzygium och familjen myrtenväxter. Inga underarter finns listade i Catalogue of Life.

## Bildgalleri

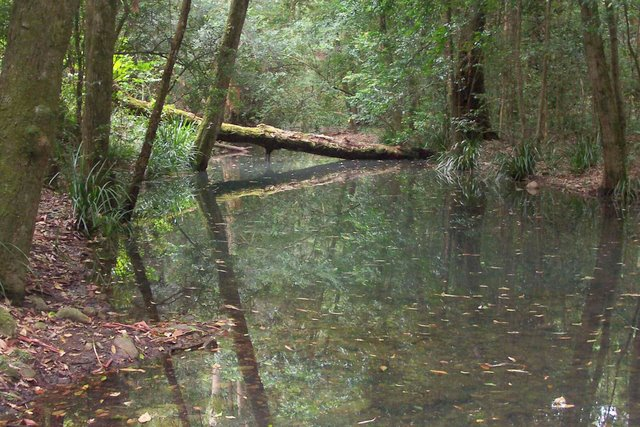